# Elektrochemická fluorace
Elektrochemická fluorace, též elektrofluorace, je způsob přípravy a výroby organofluorových sloučenin; patří mezi metody elektrosyntézy. V průmyslu se používají dva druhy elektrofluorace: Simonsův proces a proces Phillips Petroleum.
Elektrofluorace mohou probíhat i v různých organických prostředích. Před rozvojem těchto postupů se používala fluorace fluorem, který je nebezpečným oxidačním činidlem; navíc tyto postupy vytváří velké množství odpadů. Elektrofluorace bývají méně nákladné, ale často se vyznačují nízkými výtěžky.

## Simonsův proces
Simonsův proces, který objevil Joseph H. Simons, spočívá v elektrolýze roztoku organické látky ve fluorovodíku. Souhrnná rovnice vypadá takto:
R3C–H + HF → R3C–F + H2
Reakce se opakuje pro každou vazbu C–H v prekurzoru. Potenciál elektrody se udržuje mezi 5 a 6 V. Anoda je pokrytá niklem.
Simonsovým procesem se vyrábí perfluorované aminy, ethery, karboxylové, a sulfonové kyseliny; u karboxylových kyselin se vytvářejí acylfluoridy a ze sulfonových vznikají sulfonylfluoridy. Tento postup lze použít i v laboratořích. Nevýhodami jsou nebezpečnost fluorovodíku, používaného jako rozpouštědlo a jako zdroj fluoru, a nutnost bezvodého prostředí.

## Proces Phillips Petroleum
Proces Phillips Petroleum je podobný Simonsovu, ale je vhodnější pro výrobu z těkavých uhlovodíků a chlorovaných uhlovodíků. Materiálem pro anody je zde pórovitý grafit a reakce probíhá ve směsi taveniny fluoridu draselného a fluorovodíku. Vzniklý hydrogendifluorid draselný má nízkou teplotu tání, je dobrým elektrolytem, a jedná se o dobrý zdroj fluoru. Organická sloučenina se dodává přes pórovitou anodu, což vede k výměně fluoru, ale ne chloru.

## Ostatní postupy
Elektrochemickou fluoraci lze provádět i v organických prostředích, kdy se například používají organické fluoridové soli, jako je hydrofluorid triethylaminu ((C2H5)3N:3HF), a jako elektrolyt acetonitril. V některých případech není acetonitril nutný a rozpouštědlem a elektrolytem je pak směs triethylaminu a HF. Takto se vyrábí například fluorbenzen (z benzenu) a 1,2-difluoralkany (z alkenů).